# Vybz Kartel
Adidja Azim Palmer (Kingston, 7 januari 1976), bekend onder zijn artiestennaam Vybz Kartel, is een Jamaicaans dancehall-artiest. 
Kartel kreeg de status van volksheld in Jamaica met provocerende teksten en crimineel gedrag. Enkele van Kartels singles zijn Romping Shop (2009), Dancehall Hero (2010) en Summer Time (2011). Hij heeft samengewerkt met een aantal hiphop- en R&B-artiesten zoals Major Lazer, Rihanna en Missy Elliott.
In 2014 werd Kartel veroordeeld tot levenslang voor de moord op zijn compagnon Clive "Lizard" Williams. Kartel bracht ondanks zijn gevangenschap vaak nieuwe muziek uit. Alleen al in 2016 bracht hij meer dan 50 nieuwe nummers uit. Zijn veroordeling werd in maart 2024 in hoger beroep vernietigd door het Judicial Committee van de Privy Council, dat wangedrag van de juryleden aanhaalde en verklaarde dat het Jamaicaanse Hof van Beroep moest beslissen of er een nieuw proces zou plaatsvinden. Op 31 juli 2024 werd Kartel vrijgelaten uit de gevangenis nadat het Hof van Beroep weigerde de zaak Williams opnieuw te behandelen.

## Discografie
Albums
- Up 2 Di Time (2003)
- Up 2 Di Time (More Up 2 Di Time Edition) (2004)
- Timeless (2004)
- J.M.T. (2006)
- The Teacher’s Back (2008)
- Pon di Gaza (2009)
- Pon di Gaza 2.0 (2010)
- Kingston Story (2011)
- Kartel Forever: Trilogy (2013)
- Reggae love songs (2014)
- Viking (2015)
- King of the Dancehall (2016)

- Bibliothèque nationale de France: cb146027919 (data)
- Gemeinsame Normdatei: 135413834
- International Standard Name Identifier: 0000 0000 5521 5579
- Library of Congress Control Number: no2005080918
- MusicBrainz: 7cc385f3-333c-48de-b341-3d728de74973
- Système universitaire de documentation: 084290242
- Virtual International Authority File: 59335069
- WorldCat: E39PBJbGTktv4HPxFxDvCMcXVC